# نيكي إيدن
نيكي إيدن (بالإنجليزية: Nicky Eaden)‏ (12 ديسمبر 1972 بشفيلد في المملكة المتحدة - ) هو مدرب كرة قدم ولاعب كرة قدم بريطاني في مركز الدفاع. لعب مع برمنغهام سيتي ونادي بارنسلي ونوتينغهام فورست وويغان أتلتيك ونادي كيترينغ تاون وHalesowen Town F.C. ‏ ولينكولن سيتي أف سي وSolihull Moors F.C. ‏.

## وصلات خارجية
- نيكي إيدن على موقع قاعدة بيانات كرة القدم.إي يو (الإنجليزية)
- نيكي إيدن على موقع Soccerbase.com (لاعب) (الإنجليزية)
- نيكي إيدن على موقع عالم كرة القدم.نت (الإنجليزية)